# Cristóbal Repetto

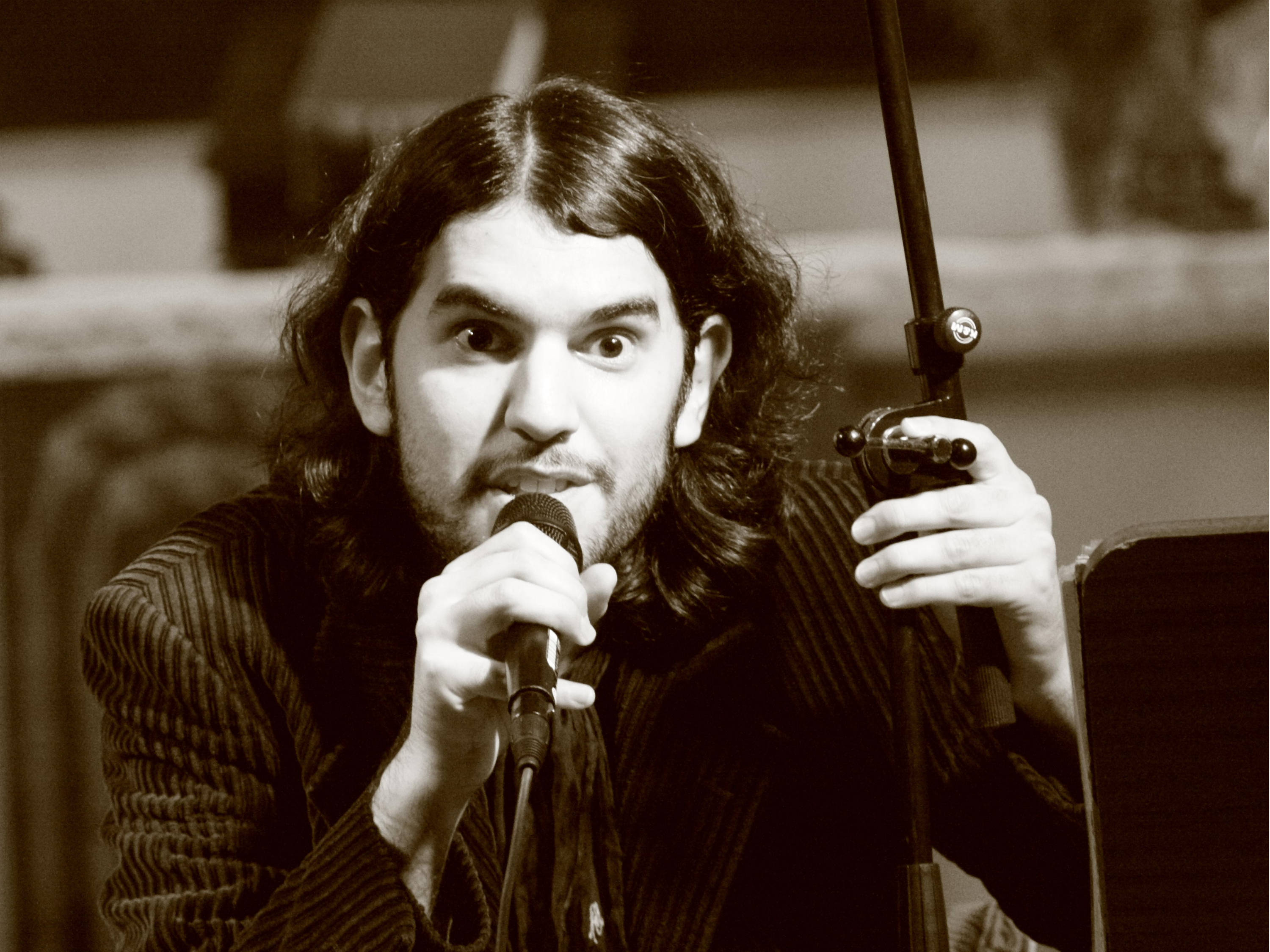
Cristóbal Repetto beim TFF Rudolstadt, 2009

Cristóbal Repetto (* 9. Juli 1979 in Maipú, Argentinien) ist ein Tango-Sänger und Komponist. Er wird wegen seiner Stimme und seines Vintagestils als Nachfolger der Tangoikone Carlos Gardel bezeichnet.

## Leben
Cristóbal Repetto, der am argentinischen Nationalfeiertag geboren wurde, wuchs in der kleinen Provinzstadt Maipú auf und begann, beeinflusst von Folklore und Tango, als 16-Jähriger zu singen. Bereits 1996 belegte er bei einem Wettbewerb in seiner Heimatstadt einen 3. Platz. Im selben Jahr stand er bereits mit Mariano Mores auf der Bühne. 1998 begann er in Buenos Aires ein Musik- und Journalismusstudium. Er nahm Gesangs- und Kompositionsunterricht und trat in den traditionellen Tangolokalen der Stadt auf. Sehr bald begann Daniel Melingo seine Karriere zu fördern. Nach einem Auftritt im Tangokanal Sólo Tango wurde Gustavo Santaolalla auf ihn aufmerksam und lud ihn zur Mitarbeit auf dem ersten Album seines Bajofondo Tango Clubs (das mit einem Latin Grammy ausgezeichnet wurde) und einer Welttournee ein.
Auch wenn Repettos Stimme mit der von Carlos Gardel verglichen wird, befinden sich auf seiner Debüt-CD aus dem Jahr 2004 keine Stücke des 1935 tödlich verunglückten Meisters, „… um diesen direkten Vergleich zu vermeiden“, wie Repetto in einem Interview mit Elke Koepping sagt. Prägend für den Klang der CD ist allerdings nicht nur die nasale Stimme Repettos, sondern auch Javier Casalla mit seiner Strohgeige. Dieses Instrument kann am besten mit einer Mischung aus Violine und Grammophon beschrieben werden. Gemeinsam mit Casallas Geige ist Repetto auch auf der 2007 veröffentlichten CD Maldito Tango von Daniel Melingo zu hören.

## Preise und Auszeichnungen
- 2003 mit Bajofondo Tango Club: Latin Grammy in der Kategorie „Best Pop Instrumental Album“
- 2003 mit Bajofondo Tango Club: Premio Gardel in der Kategorie „Mejor Álbum Dance Electrónica“
- 2005 mit Bajofondo Tango Club: nominiert für die BBC Radio 3 World Music Awards in der Länderkategorie „Américas“[7]
- 2005 als Solist: nominiert für den Premio Gardel in der Kategorie „Bestes Album eines männlichen Tangokünstlers“
- 2015 als Solist: nominiert für den Premio Gardel in der Kategorie “Bestes Album eines Folklore-Newcomers”

## Diskografie
- 2004: Cristóbal Repetto (Universal)
- 2014: Tiempo y silencio (Sony Music Argentina)